# De Tijdlijn
De Tijdlijn is een voormalig literair tijdschrift van uitgever-redacteur Peter Motte. Het blad ontstond in 1992 en richtte zich vooral op sciencefiction, fantasy en horror. Frank Roger verscheen er zo vaak in, dat De Tijdlijn eigenlijk het blad was van Peter Motte en Frank Roger. De laatste aflevering was het dubbelnummer "De Tijdlijn 53 & 54", officieel verschenen in 2004, maar in werkelijkheid pas verspreid in januari 2006.
In het begin werd het tijdschrift zeer sober uitgegeven. Het heette toen nog Leesblad. Geleidelijk aan kwamen er meer illustraties in, eerst in zwart-wit, later in kleur op de voorpagina en ten slotte ook in kleur binnenin.
De redactie organiseerde in 2003, 2004 en 2005 een wedstrijd voor fantastische literatuur, genaamd De prijs voor de Nederlandstalige fantastische literatuur (bron: https://web.archive.org/web/20240920085546/http://home.scarlet.be/~pm100002/de.tijdlijn/nfl.htm). In tegenstelling tot de meeste bladen die zich met die genres bezighouden, was De Tijdlijn altijd breder gericht: de opgenomen verhalen waren soms realisme, en de recensies behandelden de meest uiteenlopende onderwerpen. Het blad was tamelijk historisch gericht, zodat verhalen verschenen van oude (Edgar Allan Poe, Carel van Nievelt) en hedendaagse (Paul Harland, Tais Teng) schrijvers. Vaak opgenomen auteurs waren Frank Roger, Marco Knauff en August Leunis. Van Eddy C. Bertin werden drie verhalen opgenomen. Patrick Bernauw verscheen er enkele keren in. Het blad pikte ook Mark J. Ruyffelaert weer op.